# Wyższa Szkoła Ekonomiczna w Berlinie
Wyższa Szkoła Ekonomiczna w Berlinie im. Brunona Leuschnera (Hochschule für Ökonomie Berlin Bruno Leuschner – HfÖ) – wschodnioniemiecka uczelnia ekonomiczna z siedzibą w Berlinie.

## Historia
Uczelnia istniała w okresie 1950-1991 przy Treskowallee 8 w Berlinie-Karlshorst i była największą tego typu instytucją w NRD. Powstała jako Wyższa Szkoła Gospodarki Planowej (Hochschule für Planökonomie). W 1956 połączyła się ze Szkołą Finansów Poczdam-Babelsberg (Hochschule für Finanzen, Potsdam-Babelsberg), zał. w 1953 i w 1958 ze Szkołą Handlu Zagranicznego Berlin-Staaken (Hochschule für Außenhandel, Berlin-Staaken), zał. w 1954. W 1972 nadano jej nazwę Wyższej Szkoły Ekonomicznej im. Brunona Leuschnera (Hochschule für Ökonomie Bruno Leuschner). W 1988 przyłączono Wyższą Szkołę Zawodową Handlu Zagranicznego im. Josefa Orloppa (Fachschule für Außenwirtschaft Josef Orlopp Berlin).
Po zjednoczeniu w 1991 r. na jej miejscu utworzono Wyższą Szkołę Techniczno-Ekonomiczną (Hochschule für Technik und Wirtschaft Berlin – HTW Berlin).

## Podział organizacyjny
- Sekcja Ekonomii Socjalistycznej (Sektion Sozialistische Volkswirtschaft)
- Sekcja Socjalistycznej Administracji Biznesowej (Sektion Sozialistische Betriebswirtschaft)
- Sekcja Informatyki Gospodarczej (Sektion Wirtschaftsinformatik)
- Sekcja Gospodarki Zagranicznej (Sektion Außenwirtschaft)
  - Instytut Ekonomiki Krajów Rozwijających się (Institut für Ökonomik der Entwicklungsländer)
- Sekcja marksizmu-leninizmu (Sektion Marxismus-Leninismus)
- Instytut Handlu Zagranicznego (Außenhandelsinstitut)
- Instytut Prawa Gospodarczego (Institut für Wirtschaftsrecht)
- Instytut Zarządzania Gospodarką Socjalistyczną (Institute für Sozialistische Wirtschaftsführung)
- Wydział Gospodarki Wojskowej (Abteilung Militärökonomie)
- Instytut Języków Obcych (Institut für Fremdsprachen)
- Wydział Sportu Studentów (Abteilung Studentensport)
- Wydział Pedagogiki Szkolnictwa Wyższego (Abteilung Hochschulpädagogik)

## Rektorzy uczelni
- 1950–1956 – Eva Altmann
- 1956–1958 – Alfred Lemmnitz
- 1958–1963 – Johannes Rößler
- 1963–1969 – Alfred Lange
- 1969–1972 – Günther Lingott
- 1972–1979 – Walter Kupferschmidt
- 1979–1988 – Rolf Sieber
- 1988–1990 – Christa Luft
- 1990–1991 – Rudolf Streich
- 1954–1956 – Willy Meyer, Wyższa Szkoła Handlu Zagranicznego
- 1956–1958 – Erich Freund, Wyższa Szkoła Handlu Zagranicznego
- 1953–1955 – Werner Kalweit, Wyższa Szkoła Gospodarki Finansowej
- 1955–1956 – Alfred Lemmnitz, Wyższa Szkoła Gospodarki Finansowej